# Cerkiew św. Michała Archanioła w Brzozie
Cerkiew pod wezwaniem św. Michała Archanioła – prawosławna cerkiew parafialna w Brzozie. Należy do dekanatu Szczecin diecezji wrocławsko-szczecińskiej Polskiego Autokefalicznego Kościoła Prawosławnego.
Świątynia znajduje się we wsi Brzoza w województwie lubuskim, powiecie strzelecko-drezdeneckim, gminie Strzelce Krajeńskie. Cerkiew prawosławna św. Michała Archanioła to budowla wzniesiona w stylu późnego romanizmu pod koniec XIII wieku ze starannie obrobionych granitowych kwadr. Założona została na planie prostokątnym z uskokowym portalem po stronie zachodniej. W okresie późnego średniowiecza wprowadzono w elewacji południowej ostrołukowy, ceramiczny portal, nowe, smukłe otwory okienne oraz uskokowy gzyms koronujący. Kościół został przebudowany i rozbudowany w 1751 z inicjatywy ówczesnego właściciela dóbr ziemskich generała porucznika Erdmanna Ernsta von Rüitz. Powiększono wówczas otwory okienne, nadbudowano wieżę dzwonniczą, a po stronie północno-wschodniej dodano czworoboczną budowlę mieszczącą kryptę oraz lożę patronacką. Z historycznego wyposażenia kościoła zachowała się tablica epitafijna upamiętniająca poległych w czasie I wojny światowej oraz zespół odzieży pogrzebowej należący do rodziny generała porucznika Erdmanna Ernsta von Rüitz i jego bliskich, poddawany aktualnie pracom konserwatorskim. Ołtarz przeniesiony został w ostatnim czasie do kościoła w Dąbroszynie. Po II wojnie światowej świątynia pozostawała przez dłuższy czas niezagospodarowana. W związku z przesiedleniem do Brzozy w ramach Akcji „Wisła” ludności prawosławnej, została zaadaptowana na cerkiew prawosławną (1952). W 1974 i 1995 była remontowana. Pierwszym proboszczem parafii prawosławnej był ks. Mikołaj Poleszczuk, aktualnym proboszczem jest ks. Artur Graban.
Cerkiew wpisano do rejestru zabytków 15 kwietnia 1964 pod nr KOK-I-1106 i 30 listopada 1976 pod nr 190.